# Interrégionaux Centre-Ouest de cross-country
Les Interrégionaux Centre-Ouest de cross-country sont l'une des neuf demi-finales des Championnats de France de cross-country. Il comprend les qualifiés issus des championnats régionaux du Centre-Val de Loire et de Pays de la Loire. Avant 2016 la région Poitou-Charentes participait à cette épreuve, elle fait à présent partie de la région Nouvelle-Aquitaine.

## Palmarès cross long hommes
- 1995 : Thierry Breuil à Saint-Junien (Haute-Vienne)
- 1996 : ? à Cenon-sur-Vienne (Vienne)
- 1997 : ? à Chartres (Eure-et-Loir)
- 1998 : Pierre Arkadjoudje à Pompadour (Corrèze)
- 1999 : ? à Roulet-Saint-Estèphe (Charente)
- 2000 : ? à
- 2001 : Mustapha El Ahmadi à Guéret (Creuse)
- 2002 : Quentin Jarmuszewicz à La Rochelle (Charente-Maritime)
- 2003 : Olivier Benoit
- 2004 : Mohamed Serbouti
- 2005 : Julien Moreau
- 2006 : Mohamed Serbouti
- 2007 : Sébastien Cosson à Orléans (Loiret)
- 2008 : Mohamed Serbouti
- 2009 : David Ramard à Beaupréau (Maine-et-Loire)
- 2010 : Said El Fadil à Chambray-lès-Tours (Indre-et-Loire)
- 2011 : Freddy Guimard
- 2012 : Freddy Guimard
- 2013 : Freddy Guimard
- 2014 : Abdellatif Meftah
- 2015 : Freddy Guimard à La Chapelle-sur-Erde (Loire-Atlantique)
- 2016 : Ahmat Abdou-Daoud à Orléans (Loiret)
- 2017 : Clément Leduc
- 2018 : Yosi Goasdoué
- 2019 : Félix Bour
- 2020 : Brice Daubord

## Palmarès cross long femmes
- 2001 : Rodica Daniela Moroianu
- 2002 : Laetitia Saurin
- 2003 : Christelle Daunay
- 2004 : Christelle Daunay
- 2005 : Fatiha Serbouti
- 2006 : Corinne Herbreteau-Cante
- 2007 : Fatiha Serbouti
- 2008 : Laurence Klein
- 2009 : Corinne Herbreteau-Cante
- 2010 : Karine Pasquier
- 2011 : Malika Coutant
- 2012 : Karine Pasquier
- 2013 : Karine Pasquier
- 2014 : Cécile Jarousseau
- 2015 : Karine Pasquier
- 2016 : Floriane Chevalier Garenne
- 2017 : Floriane Chevalier Garenne
- 2018 : Sophie Duarte
- 2019 : Mathilde Sénéchal
- 2020 : Floriane Chevalier Garenne